# Northampton (ort i Australien)
Northampton är en ort i Australien. Den ligger i kommunen Northampton Shire och delstaten Western Australia, omkring 420 kilometer norr om delstatshuvudstaden Perth.
Trakten runt Northampton är nära nog obefolkad, med mindre än två invånare per kvadratkilometer.. Northampton är det största samhället i trakten. 
Trakten runt Northampton består till största delen av jordbruksmark. Genomsnittlig årsnederbörd är 302 millimeter. Den regnigaste månaden är juni, med i genomsnitt 55 mm nederbörd, och den torraste är februari, med 4 mm nederbörd.